# شوتارنا الثالث
كان شوتارنا الثالث (بالإنجليزية: Shuttarna III)‏ ملك ميتاني الذي حكم لفترة قصيرة في القرن الرابع عشر قبل الميلاد. كان ابن أرتاتاما الثاني مُغتَصب عرش توشراتا. سعى شوتارنا الثالث للحصول على الدعم من الآشوريين، لكنه هُزم عندما سار جيش حيثي نحو العاصمة واشوكاني ونُصِّبَ شاتيوازا كملك على عرش ميتاني.